# Lijst van voetbalinterlands Faeröer - Finland
Deze lijst van voetbalinterlands is een overzicht van alle officiële voetbalwedstrijden tussen de nationale teams van Faeröer en Finland. De landen speelden tot op heden vier keer tegen elkaar. De eerste wedstrijd betrof een kwalificatiewedstrijd voor het Europees kampioenschap voetbal 1996, die werd gespeeld op 16 november 1994 in Helsinki. Het laatste duel, een kwalificatiewedstrijd voor het Europees kampioenschap voetbal 2016, vond plaats in de Finse hoofdstad op 7 september 2015.

## Wedstrijden
| № | Plaats                 | Datum            | Competitie           | Wedstrijd         | Uitslag |
| - | ---------------------- | ---------------- | -------------------- | ----------------- | ------- |
| 1 | Helsinki               | 16 november 1994 | EK 1996 kwalificatie | Finland – Faeröer | 5 – 0   |
| 2 | Toftir                 | 26 april 1995    | EK 1996 kwalificatie | Faeröer – Finland | 0 – 4   |
| 3 | La Manga del Mar Menor | 31 januari 2000  | Vriendschappelijk    | Finland – Faeröer | 1 – 0   |
| 4 | Tórshavn               | 7 september 2014 | EK 2016 kwalificatie | Faeröer – Finland | 1 – 3   |
| 5 | Helsinki               | 7 september 2015 | EK 2016 kwalificatie | Finland – Faeröer | 1 – 0   |

## Samenvatting
| Competitie        | Totaal gespeeld | Winst Faeröer | Gelijk | Winst Finland | Doelsaldo Faeröer – Finland |
| ----------------- | --------------- | ------------- | ------ | ------------- | --------------------------- |
| EK-kwalificatie   | 4               | 0             | 0      | 4             | 1 − 13                      |
| Vriendschappelijk | 1               | 0             | 0      | 1             | 0 − 1                       |
| Totaal            | 5               | 0             | 0      | 5             | 1 − 14                      |

Wedstrijden bepaald door strafschoppen worden, in lijn met de FIFA, als een gelijkspel gerekend.

## Details

### Eerste ontmoeting
| EK 1996 kwalificatie (Helsinki, Finland, 16 november 1994):                                                 |       |         |
| Finland | 5 – 0 | Faeröer |
| Antti Sumiala 37' Jari Litmanen 53' Jari Litmanen 72' Mika-Matti Paatelainen 75' Mika-Matti Paatelainen 85' | goals |         |

### Tweede ontmoeting
| EK 1996 kwalificatie (Toftir, Faeröer, 26 april 1995): |       |                                                                             |
| Faeröer                                                | 0 – 4 | Finland                                                                     |
|                                                        | goals | 54' Ari Hjelm 74' Mika-Matti Paatelainen 77' Janne Lindberg 82' Petri Helin |

### Derde ontmoeting
| Vriendschappelijk (La Manga del Mar Menor, Spanje, 31 januari 2000):                                                                                       |              | |
| Finland | 1 – 0        | Faeröer |
| Antti Sumiala 57' | goals        | |
| Antti Muurinen | bondscoach   | Allan Simonsen |
| Jani Viander Harri Ylönen Hannu Tihinen Tommi Grönlund Jarkko Wiss Antti Sumiala 74' Mika Lehkosuo Ville Nylund Janne Salli Vesa Vasara 63' Jari Niemi 63' | opstellingen | 46' Jens Martin Knudsen Jan Dam Jens Kristian Hansen 46' Jóhannis Joensen Henning Jarnskor 62' Heðin á Lakjuni Sámal Joensen Fróði Benjaminsen Julian Johnsson 62' Kurt Mørkøre 66' Jákub á Borg |
| Petri Helin 63' Toni Kallio 63' Shefki Kuqi 74' | wissels      | 46' Sunvard Joensen 46' Allan Mørkøre 62' Øssur Hansen 62' Uni Arge 66' Rógvi Jacobsen |
| | gele kaarten | 43' Sámal Joensen 90' Fróði Benjaminsen |
| Jarkko Wiss 6', 7' | rode kaarten | |

### Vierde ontmoeting
| EK 2016 kwalificatie (scheidsrechter Simon Lee Evans, Tórshavn, Faeröer, 7 september 2014):                                                                                             |              | |
| Faeröer | 1 – 3        | Finland |
| Christian Holst 41' | goals        | 53' Riku Riski 78' Riku Riski 82' Roman Jerjomenko |
| Lars Olsen | bondscoach   | Mika-Matti Paatelainen |
| Gunnar Nielsen Odmar Færø Viljormur Davidsen Jónas Þór Næs Sonni Nattestad Róaldur Jacobsen 55' Fróði Benjaminsen Hallur Hansson Christian Holst Páll Klettskarð 46' Gilli Sørensen 76' | opstellingen | Niki Mäenpää Kari Akivuo Niklas Moisander Joona Toivio 75' Jere Uronen Roman Jerjomenko Tim Sparv Përparim Hetemaj Alexander Ring 89' Teemu Pukki Riku Riski |
| Jóan Símun Edmundsson 46' Rógvi Baldvinsson 55' Ári Jónsson 76' | wissels      | 75' Eero Markkanen 89' Joel Pohjanpalo |
| Hallur Hansson 49' Róaldur Jacobsen 51' Sonni Nattestad 80' Jóan Símun Edmundsson 81'                                                                                                   | gele kaarten | 37' Përparim Hetemaj |
| - Debuut van Róaldur Jacobsen (B36 Tórshavn) voor de Faeröer. |              | |

FSF · A-internationals · Statistieken · Bondscoaches · Faeröers vrouwenelftal · Faeröer U21 · Faeröer U20 · Faeröer U19 · Faeröer U18 · Faeröer U17 · Faeröer U16
1980 – 1989 ·
1990 – 1999 ·
2000 – 2009 ·
2010 – 2019 ·
2020 – 2029
1988 · 
1989 · 
1990 ·
1991 · 
1992 · 
1993 · 
1994 · 
1995 · 
1996 · 
1997 · 
1998 · 
1999 · 
2000 · 
2001 · 
2002 · 
2003 · 
2004 · 
2005 · 
2006 · 
2007 · 
2008 · 
2009 · 
2010 · 
2011 · 
2012 · 
2013 · 
2014 · 
2015 · 
2016 ·
2017 ·
2018 ·
2019 ·
2020 ·
2021 ·
2022 ·
2023 ·
2024
Albanië ·
Andorra ·
Armenië ·
Azerbeidzjan ·
België ·
Bosnië en Herzegovina ·
Canada ·
Cyprus ·
Denemarken ·
Duitsland ·
Estland ·
Finland ·
Frankrijk ·
Georgië ·
Gibraltar ·
Griekenland ·
Hongarije ·
Ierland ·
IJsland ·
Israël ·
Italië ·
Joegoslavië ·
Kazachstan ·
Kosovo ·
Letland · 
Liechtenstein ·
Litouwen ·
Luxemburg ·
Malta ·
Moldavië ·
Nederland ·
Noord-Ierland ·
Noord-Macedonië ·
Noorwegen ·
Oekraïne ·
Oostenrijk ·
Polen ·
Portugal ·
Roemenië ·
Rusland ·
San Marino ·
Schotland ·
Servië ·
Servië en Montenegro · 
Slovenië ·
Slowakije ·
Spanje ·
Thailand ·
Tsjechië ·
Tsjecho-Slowakije ·
Turkije ·
Wales ·
Zweden ·
Zwitserland
Finse voetbalbond · A-internationals · Bondscoaches · Statistieken · Fins vrouwenelftal · Olympisch elftal · Finland U21 · Finland U20 · Finland U19 · Finland U18 · Finland U17 · Finland U16
1911 – 1919 ·
1920 – 1929 ·
1930 – 1939 ·
1940 – 1949 ·
1950 – 1959 ·
1960 – 1969 ·
1970 – 1979 ·
1980 – 1989 ·
1990 – 1999 ·
2000 – 2009 ·
2010 – 2019 ·
2020 − 2029
EK 2020
OS 1912 ·
OS 1936 ·
OS 1952 ·
OS 1980
1911 · 
1912 · 
1913 · 
1914 · 
1915 · 1916 · 1917 · 1918 · 
1919 · 
1920 · 
1921 · 
1922 · 
1923 · 
1924 · 
1925 · 
1926 · 
1927 · 
1928 · 
1929 · 
1930 · 
1931 · 
1932 · 
1933 · 
1934 · 
1935 · 
1936 · 
1937 · 
1938 · 
1939 · 
1940 · 
1941 · 
1942 · 
1943 · 
1944 · 
1945 · 
1946 · 
1947 · 
1948 · 
1949 · 
1950 · 
1952 · 
1952 · 
1953 · 
1954 · 
1955 · 
1956 · 
1957 · 
1958 · 
1959 · 
1960 · 
1961 · 
1962 · 
1963 · 
1964 · 
1965 · 
1966 · 
1967 · 
1968 · 
1969 · 
1970 · 
1971 · 
1972 · 
1973 · 
1974 · 
1975 · 
1976 · 
1977 · 
1978 · 
1979 · 
1980 · 
1981 · 
1982 · 
1983 · 
1984 · 
1985 · 
1986 · 
1987 · 
1988 · 
1989 · 
1990 · 
1991 · 
1992 · 
1993 · 
1994 · 
1995 · 
1996 · 
1997 · 
1998 · 
1999 · 
2000 · 
2001 · 
2002 · 
2003 · 
2004 · 
2005 · 
2006 · 
2007 · 
2008 · 
2009 · 
2010 · 
2011 · 
2012 · 
2013 · 
2014 · 
2015 · 
2016 · 
2017 · 
2018 ·
2019 ·
2020
Albanië ·
Algerije ·
Andorra ·
Armenië ·
Azerbeidzjan ·
Bahrein ·
Barbados ·
België ·
Bermuda ·
Bolivia ·
Bosnië en Herzegovina ·
Brazilië ·
Bulgarije ·
Canada ·
Chili ·
China ·
Colombia ·
Costa Rica ·
Cyprus ·
Denemarken ·
DDR ·
(West-)Duitsland ·
Ecuador ·
Egypte ·
Engeland ·
Estland ·
Faeröer ·
Frankrijk ·
Georgië ·
Griekenland ·
Honduras ·
Hongarije ·
Ierland ·
IJsland ·
India ·
Irak ·
Israël ·
Italië ·
Japan ·
Jemen ·
Joegoslavië ·
Jordanië ·
Kameroen ·
Kazachstan ·
Koeweit ·
Kosovo ·
Kroatië ·
Letland ·
Liechtenstein ·
Litouwen ·
Luxemburg ·
Maleisië ·
Malta ·
Marokko ·
Mexico ·
Moldavië ·
Montenegro ·
Nederland ·
Noord-Ierland ·
Noord-Korea ·
Noord-Macedonië ·
Noorwegen ·
Oekraïne · 
Oman ·
Oostenrijk ·
Peru ·
Polen ·
Portugal ·
Qatar ·
Roemenië ·
Rusland ·
San Marino ·
Saoedi-Arabië ·
Schotland ·
Servië ·
Servië en Montenegro ·
Singapore ·
Slovenië ·
Slowakije ·
Sovjet-Unie ·
Spanje ·
Thailand ·
Trinidad en Tobago ·
Tsjechië ·
Tsjecho-Slowakije ·
Tunesië ·
Turkije ·
Uruguay ·
Verenigde Arabische Emiraten ·
Verenigde Staten ·
Wales ·
Wit-Rusland ·
Zuid-Korea ·
Zweden ·
Zwitserland
België (2021) · 
Denemarken (2021) · 
Rusland (2021)